# Finsjö
Finsjö is een plaats in de gemeente Mönsterås in het landschap Småland en de provincie Kalmar län in Zweden. De plaats heeft 162 inwoners (2005) en een oppervlakte van 35 hectare.
Het dorp heeft een industrieel verleden (zoals zo veel plaatsen in de regio) met een glasfabriek en diverse houtbewerkingsbedrijven. Voor de aanvoer van grondstoffen (zand, hout) en afvoer van producten werd een smalspoorlijn aangelegd in 1907 van Ruda via Finsjö en Fliseryd naar Påskallavik en Oskarshamn. De spoorlijn werd afgebroken in 1966, toen de meeste grotere bedrijven al gesloten waren.